# Sertãozinho
Sertãozinho város Brazíliában, São Paulo államban. Lakosainak száma 126 887 fő (2022). Sertãozinho Dumont, Barrinha, Jaboticabal, Jardinópolis, Pitangueiras, Sao Paulo, Brazil, Pontal és Ribeirão Preto községekkel határos.

## Népesség
A település népességének változása:
| Lakosok száma | 94 664 | 110 074 | 120 152 | 127 142 | 128 432 | 126 887 |
|               | 2000   | 2010    | 2015    | 2020    | 2021    | 2022    |